# Głogno
Głogno (deutsch Glognau) ist ein Dorf in der polnischen Woiwodschaft Ermland-Masuren. Es gehört zur Landgemeinde Piecki (deutsch Peitschendorf) im Powiat Mrągowski (Kreis Sensburg).

## Geographische Lage
Głogno liegt südwestlich des Langendorfer Sees (polnisch Jezioro Dłużec) in der südlichen Mitte der Woiwodschaft Ermland-Masuren, 14 Kilometer südwestlich der Kreisstadt Mrągowo (deutsch Sensburg).

## Geschichte
Das um 1818 Glogno genannte Dorf bestand ursprünglich aus mehreren kleinen Gehöften. Von 1874 bis 1945 war es in den Amtsbezirk Borowen (polnisch Borowe) eingegliedert, der – 1938 in Amtsbezirk Prausken umbenannt – zum Kreis Sensburg im Regierungsbezirk Gumbinnen (ab 1905 Regierungsbezirk Allenstein) in der preußischen Provinz Ostpreußen gehörte. 
Aufgrund der Bestimmungen des Versailler Vertrags stimmte die Bevölkerung im Abstimmungsgebiet Allenstein, zu dem Glognau gehörte, am 11. Juli 1920 über die weitere staatliche Zugehörigkeit zu Ostpreußen (und damit zu Deutschland) oder den Anschluss an Polen ab. In Glognau stimmten 60 Einwohner für den Verbleib bei Ostpreußen, auf Polen entfielen keine Stimmen.
Am 30. September 1928 vergrößerte sich die Landgemeinde Glognau um den benachbarten Gutsbezirk Bienken (1938–1945 Bönigken, polnisch Bieńki), der eingemeindet wurde.
1945 wurde das Dorf in Kriegsfolge mit dem gesamten südlichen Ostpreußen an Polen überstellt und erhielt die polnische Namensform Głogno. Heute ist es Sitz eines Schulzenamtes (polnisch Sołectwo) und damit eine Ortschaft im Verbund der Landgemeinde Piecki (Peitschendorf) im Powiat Mrągowski (Kreis Sensburg), bis 1998 der Woiwodschaft Olsztyn, seither der Woiwodschaft Ermland-Masuren zugehörig.

### Einwohnerzahlen
| Jahr | Anzahl |
| ---- | ------ |
| 1818 | 29     |
| 1839 | 55     |
| 1867 | 73     |
| 1885 | 78     |
| 1898 | 71     |
| 1905 | 85     |
| 1910 | 94     |
| 1933 | 101    |
| 1939 | 91     |
| 2011 | 153    |

## Kirche
Bis 1945 war Glognau in die evangelische Kirche Ribben (polnisch Rybno) in der Kirchenprovinz Ostpreußen der Evangelischen Kirche der Altpreußischen Union sowie in die katholische St.-Adalbert-Kirche Sensburg im damaligen Bistum Ermland eingepfarrt. Heute gehört Głogno zur evangelischen Kirchengemeinde Nawiady (Aweyden), einer Filialgemeinde der Pfarrei Mrągowo in der Diözese Masuren der Evangelisch-Augsburgischen Kirche in Polen, und außerdem zur katholischen Kirche Dłużec (Langendorf), einer Filialkirche der Pfarrei Grabowo (Grabowen, 1938–1945 Grabenhof) im jetzigen Erzbistum Ermland in der polnischen katholischen Kirche.

## Verkehr
Głogno ist der Zielort einer Nebenstraße, die von Dłużec (Langendorf) über Rutkowo (Schönruttkowen, 1938–1945 Schönrauten) hierher führt. Ein Anschluss an den Bahnverkehr besteht nicht.